# Yves De Pauw
Yves De Pauw (Aalst, 7 juni 1978) is een Vlaams acteur, regisseur, theatermaker en toneelschrijver.
De Pauw volgde een theateropleiding aan het RITCS te Brussel, waar hij in 2001 afstudeerde.
Als acteur werkte hij mee aan producties van o.a. Dito'Dito, Jan Decorte, Mesut Arslan e.a.
Als theatermaker/toneelschrijver en acteur is hij verbonden aan het theatergezelschap Compagnie Lodewijk/Louis, dat hij in 2005 samen met Iris Van Cauwenbergh oprichtte.
Hij schrijft eveneens theaterteksten voor voorstellingen die zowel binnen als buiten Compagnie Lodewijk/Louis gemaakt worden. Met De Aft, schreef en regisseerde hij een voorstelling die in 2005 het Landjuweel won in Vlaanderen, in 2006 de Arend Hauer Theaterprijs in Nederland en datzelfde jaar speelde De Aft op het Theaterfestival in de Singel.